# Hszinjang
Hszinjang (egyszerűsített kínai írással: 信阳, pinjin: Xìnyáng) prefektúra szintű város Kínában, Honan tartományban. Lakosainak száma 6 234 401 fő (2020).

## Népesség
| 2010 | 6 109 106 |
| 2020 | 6 234 401 |

## Testvérvárosok
- Makó
- Askelón